# پاپ گریگوری نهم

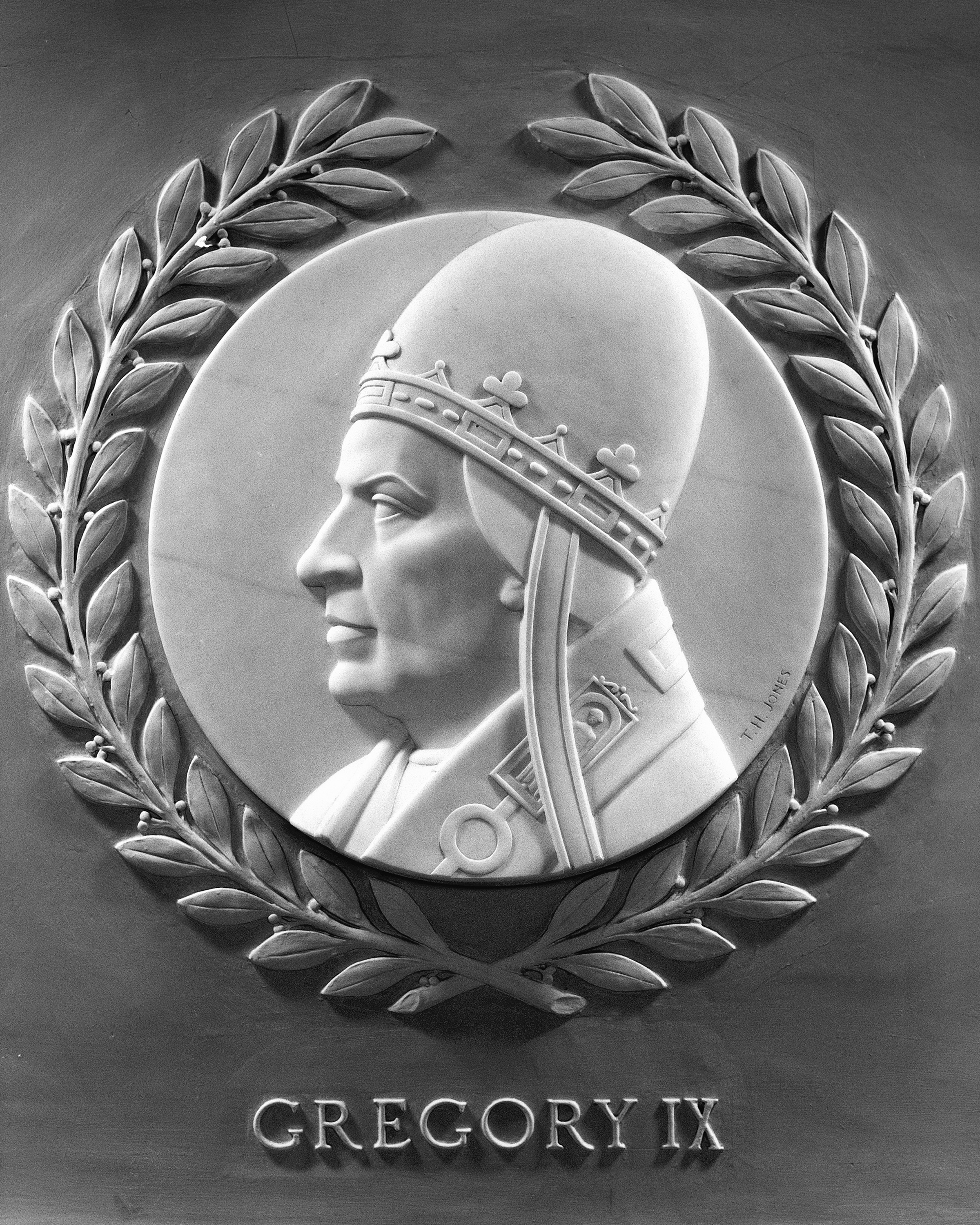
نقش‌برجسته‌ای از گریگوری نهم در مجلس نمایندگان ایالات متحده

پاپ گریگوری نهم (به لاتین: Gregory IX) یکی از پاپ‌های کلیسای کاتولیک رم بود که در ایتالیا به دنیا آمد و بین سال‌های ۱۲۲۷ تا ۱۲۴۱ میلادی پاپ بود. اَنکیزیسیون، محکمه‌های بازجویی دینی و دادگاه‌های تفتیش عقاید در سده سیزدهم میلادی توسط گریگوری نهم بنیان نهاده شد و در طول جنگ‌های مذهبی میان پروتستان‌ها و کاتولیک‌ها در سده‌های شانزدهم و هفدهم میلادی به شدت فعال بود و با تکیه بر قدرت حکومت دینی از قرائت خاص کلیسای کاتولیک دفاع می‌کرد و به سرکوب سایر قرائات از مسیحیت می‌پرداخت.

## پاپ
یک روز پس از درگذشت پاپ هونوریوس سوم در ۱۸ مارس سال ۱۲۲۷ میلادی، کاردینال‌های کلیسای کاتولیک با تشکیل شورایی در کاخ سپدیتزونیوم در رم، اوگولینو دی کونتی، کاردینال-اسقف ۷۵ ساله اوستیا و ولتری را تحت عنوان گریگوری نهم به مقام پاپ و اسقف رم منصوب ساختند. طبق رسم معمول، پاپ جدید جهت اعلام این مسئله نمایندگانی را نزد حاکمان مسیحی از جمله فریدریش دوم، امپراتور مقدس روم اعزام کرد. گریگوری نهم در این پیام صراحتاً پایبندی خود به ادامه جنگ صلیبی را ابراز داشت. در نامه‌ای که مستقیماً به فریدریش دوم ارسال شد پاپ ضمن یادآوری تمامی تلاش‌های پیشین خود به عنوان کاردینال در این مسیر، از امپراتور خواست «مردانه و مقتدرانه» خود را آماده حرکت به سمت سرزمین مقدس نماید. عدم تحقق وعده‌های فریدریش دوم در این ارتباط، در طی ماه‌های آینده موجب بروز بُحران بین گریگوری نهم و امپراتور گشت. بدین ترتیب پاپ روز ۱۹ سپتامبر فریدریش دوم را که تا پیش از آن جنگوی صلیبی معتقد و حاکم تحت امر کلیسا به حساب می‌آمد، تکفیر کرد. این شرایط حتی پس از حرکت فریدریش دوم به سمت سرزمین مقدس در سال ۱۲۲۸ میلادی ادامه یافت و در هنگام استقرار امپراتور در این سرزمین نیز به اتمام نرسید. در این زمان، گریگوری نهم اتهاماتش نسبت به امپراتور و اطرافیان او را گسترش داد و سوءاستفاده از آزادی‌های کلیسا و حمله به حامیان پاپ را محکوم کرد.

## اعلان جنگ پاپ علیه گربه‌ها
پاپ گریگوری نهم اغلب به دلیل صدور فرمان علنی در قالب مهر و موم پاپ مشهور است که به گونه‌ای اعلان جنگ علیه گربه‌ها بود، وی در سال ۱۲۳۳ میلادی گربه‌ها را مظهر و متجلی شیطان خواند که متعاقب این موضوع، تعداد بسیار زیادی از گربه‌ها در سراسر اروپا کشته شدند. امحا و نابودی دسته‌جمعی گربه‌ها که دشمن عمده و اصلی موش‌ها بودند، تبدیل به عامل غیرمستقیمی برای همه‌گیری طاعون خیارکی گردید. این طاعون که عموماً از طریق نیش کک (حشره) یا گزش موش آلوده منتقل می‌گردد تنها به این سبب شایع گردید که جمعیت موش‌ها به دلیل عدم وجود شکارچی طبیعی (گربه‌ها) به حد فزونی رسید.